# Apeadero de Fungalvaz
El Apeadero de Fungalvaz es una infraestructura de la línea del Norte, que sirve a la localidad de Fungalvaz, en el ayuntamiento de Torres Novas, en Portugal.

## Características

### Localización y accesos
El apeadero se encuentra junto a la localidad de Fungalvaz, pudiendo acceder a él por la calle de los Valles.